# Olympische Sommerspiele 1988/Fußball/Spiele
Diese Seite enthält alle Spiele des olympischen Fußballturniers der Männer von 1988 in Seoul mit allen statistischen Details.

## Vorrunde

### Gruppe A

#### China – BR Deutschland 0:3 (0:1)
| China                                                                                 | China | BR Deutschland | BR Deutschland |
| ------------------------------------------------------------------------------------- | --- | --- | -------------- |
| China                                                                                 | \| Sa., 17. September 1988 um 17:00 Uhr (10:00 Uhr MESZ) in Busan (Busan-Gudeok-Stadion) \| \| Zuschauer: 24.000 \| \| Schiedsrichter: Juan Daniel Cardellino ( Uruguay) \| \| Spielbericht \| | \| Sa., 17. September 1988 um 17:00 Uhr (10:00 Uhr MESZ) in Busan (Busan-Gudeok-Stadion) \| \| Zuschauer: 24.000 \| \| Schiedsrichter: Juan Daniel Cardellino ( Uruguay) \| \| Spielbericht \|                                                  | BR Deutschland |
| China                                                                                 | Huikang Zhang – Yijun Guo, Xiuquan Jia, Chao Mai, Bo Zhu, Ju Duan, Yuxin Xie (84. Hui Li), Sheng Gao, Haiguang Liu, Lin Ma (88. Baoshan Wang), Yaodong Tang Cheftrainer: Fengwen Gao           | Uwe Kamps – Holger Fach (84. Christian Schreier), Michael Schulz, Wolfgang Funkel, Thomas Hörster, Roland Grahammer, Armin Görtz, Jürgen Klinsmann, Frank Mill, Thomas Häßler, Wolfram Wuttke (77. Gerhard Kleppinger) Cheftrainer: Hannes Löhr | BR Deutschland |
| China                                                                                 | 0:1 Wuttke (31.) 0:2 Mill (60.) 0:3 Mill (89.) | | BR Deutschland |
| China                                                                                 | Chao (19.), Yaodong (64.) | Hörster (32.), Mill (61.) | BR Deutschland |
| Sa., 17. September 1988 um 17:00 Uhr (10:00 Uhr MESZ) in Busan (Busan-Gudeok-Stadion) | | |                |
| Zuschauer: 24.000                                                                     | | |                |
| Schiedsrichter: Juan Daniel Cardellino ( Uruguay)                                     | | |                |
| Spielbericht                                                                          | | |                |

#### Schweden – Tunesien 2:2 (2:2)
| Schweden                                                                       | Schweden | Tunesien | Tunesien |
| ------------------------------------------------------------------------------ | --- | --- | -------- |
| Schweden                                                                       | \| Sa., 17. September 1988 um 19:00 Uhr (12:00 Uhr MESZ) in Daegu (Daegu-Stadion) \| \| Zuschauer: 20.000 \| \| Schiedsrichter: Edgardo Codesal Méndez ( Mexiko) \| \| Spielbericht \|                  | \| Sa., 17. September 1988 um 19:00 Uhr (12:00 Uhr MESZ) in Daegu (Daegu-Stadion) \| \| Zuschauer: 20.000 \| \| Schiedsrichter: Edgardo Codesal Méndez ( Mexiko) \| \| Spielbericht \|                                        | Tunesien |
| Schweden                                                                       | Sven Andersson – Peter Lönn, Göran Arnberg, Roland Nilsson, Joakim Nilsson, Sulo Vaattovaara, Michael Andersson, Stefan Rehn, Jonas Thern, Jan Hellström, Hans Eskilsson Cheftrainer: Benny Lennartsson | Naceur Chouchane – Khaled Ben Yahia, Hachemi Ouahchi, Mondher Baouab, Mohamed Ali Mahjoubi, Nabil Maaloul, Lotfi Rouissi, Tarak Dhiab, Jameleddine Limam, Adel Smirani, Imad Mizouri Cheftrainer: Antoni Piechniczek ( Polen) | Tunesien |
| Schweden                                                                       | 1:2 Thern (44.) 2:2 Hellström (45.) | 0:1 Dhiab (16.) 0:2 Maaloul (43., Foulelfmeter) | Tunesien |
| Schweden                                                                       | Ouahchi (28.), Smirani (56.), Rouissi (64.) | | Tunesien |
| Schweden                                                                       | Thern (73.) | Limam (73.) | Tunesien |
| Sa., 17. September 1988 um 19:00 Uhr (12:00 Uhr MESZ) in Daegu (Daegu-Stadion) | | |          |
| Zuschauer: 20.000                                                              | | |          |
| Schiedsrichter: Edgardo Codesal Méndez ( Mexiko)                               | | |          |
| Spielbericht                                                                   | | |          |

#### Tunesien – BR Deutschland 1:4 (1:1)
| Tunesien                                                                              | Tunesien | BR Deutschland | BR Deutschland |
| ------------------------------------------------------------------------------------- | --- | --- | -------------- |
| Tunesien                                                                              | \| Mo., 17. September 1988 um 17:00 Uhr (10:00 Uhr MESZ) in Busan (Busan-Gudeok-Stadion) \| \| Zuschauer: 14.000 \| \| Schiedsrichter: Kenny Hope ( Vereinigtes Königreich) \| \| Spielbericht \|                                            | \| Mo., 17. September 1988 um 17:00 Uhr (10:00 Uhr MESZ) in Busan (Busan-Gudeok-Stadion) \| \| Zuschauer: 14.000 \| \| Schiedsrichter: Kenny Hope ( Vereinigtes Königreich) \| \| Spielbericht \|                                               | BR Deutschland |
| Tunesien                                                                              | Naceur Chouchane – Khaled Ben Yahia, Hachemi Ouahchi, Mondher Baouab, Tarak Dhiab, Nabil Maaloul, Mohamed Ali Mahjoubi, Imad Mizouri, Lotfi Rouissi, Adel Smirani (30. Haithem Abid), Morad Rannene Cheftrainer: Antoni Piechniczek ( Polen) | Uwe Kamps – Holger Fach, Michael Schulz, Wolfgang Funkel, Thomas Hörster, Roland Grahammer, Armin Görtz (79. Gerhard Kleppinger), Jürgen Klinsmann, Frank Mill, Thomas Häßler, Wolfram Wuttke (76. Christian Schreier) Cheftrainer: Hannes Löhr | BR Deutschland |
| Tunesien                                                                              | 1:1 Maaloul (26., Foulelfmeter) | 0:1 Grahammer (4.) 1:2 Schulz (50.) 1:3 Mill (55.) 1:4 Wuttke (75.) | BR Deutschland |
| Tunesien                                                                              | Mizouri (31.), Rouissi (54.) | | BR Deutschland |
| Mo., 17. September 1988 um 17:00 Uhr (10:00 Uhr MESZ) in Busan (Busan-Gudeok-Stadion) | | |                |
| Zuschauer: 14.000                                                                     | | |                |
| Schiedsrichter: Kenny Hope ( Vereinigtes Königreich)                                  | | |                |
| Spielbericht                                                                          | | |                |

#### China – Schweden 0:2 (0:1)
| China                                                                                 | China | Schweden | Schweden |
| ------------------------------------------------------------------------------------- | --- | --- | -------- |
| China                                                                                 | \| Sa., 17. September 1988 um 17:00 Uhr (10:00 Uhr MESZ) in Busan (Busan-Gudeok-Stadion) \| \| Zuschauer: 17.000 \| \| Schiedsrichter: Badara Mamaya Sène ( Senegal) \| \| Spielbericht \| | \| Sa., 17. September 1988 um 17:00 Uhr (10:00 Uhr MESZ) in Busan (Busan-Gudeok-Stadion) \| \| Zuschauer: 17.000 \| \| Schiedsrichter: Badara Mamaya Sène ( Senegal) \| \| Spielbericht \|                                                    | Schweden |
| China                                                                                 | Huikang Zhang – Yijun Guo, Xiuquan Jia, Chao Mai, Bo Zhu, Ju Duan, Yuxin Xie, Sheng Gao, Haiguang Liu (46. Baoshan Wang), Lin Ma, Yaodong Tang Cheftrainer: Fengwen Gao                    | Sven Andersson – Peter Lönn, Göran Arnberg, Roland Nilsson, Joakim Nilsson (84. Anders Palmér), Roger Ljung, Michael Andersson, Leif Engqvist, Anders Limpar, Jan Hellström, Martin Dahlin (75. Håkan Lindman) Cheftrainer: Benny Lennartsson | Schweden |
| China                                                                                 | 0:1 Lönn (19.) 0:2 Hellström (42.) | | Schweden |
| China                                                                                 | Chao (2.) | | Schweden |
| Sa., 17. September 1988 um 17:00 Uhr (10:00 Uhr MESZ) in Busan (Busan-Gudeok-Stadion) | | |          |
| Zuschauer: 17.000                                                                     | | |          |
| Schiedsrichter: Badara Mamaya Sène ( Senegal)                                         | | |          |
| Spielbericht                                                                          | | |          |

#### China – Tunesien 0:0
| China                                                                                 | China | Tunesien | Tunesien |
| ------------------------------------------------------------------------------------- | --- | --- | -------- |
| China                                                                                 | \| Mi., 21. September 1988 um 17:00 Uhr (10:00 Uhr MESZ) in Busan (Busan-Gudeok-Stadion) \| \| Zuschauer: 17.000 \| \| Schiedsrichter: Lennox Sirjuesingh ( Trinidad und Tobago) \| \| Spielbericht \| | \| Mi., 21. September 1988 um 17:00 Uhr (10:00 Uhr MESZ) in Busan (Busan-Gudeok-Stadion) \| \| Zuschauer: 17.000 \| \| Schiedsrichter: Lennox Sirjuesingh ( Trinidad und Tobago) \| \| Spielbericht \|                                                   | Tunesien |
| China                                                                                 | Huikang Zhang – Yijun Guo, Xiuquan Jia, Bo Zhu, Xiaowen Zhang, Ju Duan, Hui Li, Yuxin Xie, Sheng Gao, Haiguang Liu (82. Baoshan Wang), Yaodong Tang Cheftrainer: Fengwen Gao                           | Slah Fessy – Khaled Ben Yahia, Abdelrazak Chahat, Taoufik Mhadhbi (58. Haithem Abid), Mondher Baouab, Ali Ben Naji, Noureddine Bousnina, Tarak Dhiab, Mohamed Ali Mahjoubi, Nabil Maaloul, Morad Rannene (67. Kais Yaakoubi) Cheftrainer: Khemais Labidi | Tunesien |
| China                                                                                 | Baouab (52.) | | Tunesien |
| Mi., 21. September 1988 um 17:00 Uhr (10:00 Uhr MESZ) in Busan (Busan-Gudeok-Stadion) | | |          |
| Zuschauer: 17.000                                                                     | | |          |
| Schiedsrichter: Lennox Sirjuesingh ( Trinidad und Tobago)                             | | |          |
| Spielbericht                                                                          | | |          |

#### Schweden – BR Deutschland 2:1 (0:0)
| Schweden                                                                       | Schweden | BR Deutschland | BR Deutschland |
| ------------------------------------------------------------------------------ | --- | --- | -------------- |
| Schweden                                                                       | \| Fr., 21. September 1988 um 19:00 Uhr (12:00 Uhr MESZ) in Daegu (Daegu-Stadion) \| \| Zuschauer: 17.000 \| \| Schiedsrichter: Kurt Röthlisberger ( Schweiz) \| \| Spielbericht \|                                     | \| Fr., 21. September 1988 um 19:00 Uhr (12:00 Uhr MESZ) in Daegu (Daegu-Stadion) \| \| Zuschauer: 17.000 \| \| Schiedsrichter: Kurt Röthlisberger ( Schweiz) \| \| Spielbericht \|                                                          | BR Deutschland |
| Schweden                                                                       | Sven Andersson – Peter Lönn, Göran Arnberg, Roland Nilsson, Joakim Nilsson, Roger Ljung, Leif Engqvist, Michael Andersson, Anders Limpar, Martin Dahlin (77. Stefan Rehn), Jan Hellström Cheftrainer: Benny Lennartsson | Uwe Kamps – Holger Fach, Michael Schulz, Gerhard Kleppinger, Thomas Hörster, Roland Grahammer, Armin Görtz, Jürgen Klinsmann, Frank Mill (46. Fritz Walter), Thomas Häßler, Wolfram Wuttke (84. Christian Schreier) Cheftrainer: Hannes Löhr | BR Deutschland |
| Schweden                                                                       | 1:1 Engqvist (64.) 2:1 Lönn (85.) | 0:1 Walter (60.) | BR Deutschland |
| Schweden                                                                       | Dahlin (24.) | Mill (23.) | BR Deutschland |
| Fr., 21. September 1988 um 19:00 Uhr (12:00 Uhr MESZ) in Daegu (Daegu-Stadion) | | |                |
| Zuschauer: 17.000                                                              | | |                |
| Schiedsrichter: Kurt Röthlisberger ( Schweiz)                                  | | |                |
| Spielbericht                                                                   | | |                |

### Gruppe B

#### Italien – Guatemala 5:2 (4:1)
| Italien                                                                                    | Italien | Guatemala | Guatemala |
| ------------------------------------------------------------------------------------------ | --- | --- | --------- |
| Italien                                                                                    | \| Sa., 17. September 1988 um 17:00 Uhr (10:00 Uhr MESZ) in Gwangju (Gwangju-Mudeung-Stadion) \| \| Zuschauer: 12.000 \| \| Schiedsrichter: Shizuo Takada ( Japan) \| \| Spielbericht \|                                                                           | \| Sa., 17. September 1988 um 17:00 Uhr (10:00 Uhr MESZ) in Gwangju (Gwangju-Mudeung-Stadion) \| \| Zuschauer: 12.000 \| \| Schiedsrichter: Shizuo Takada ( Japan) \| \| Spielbericht \|                                           | Guatemala |
| Italien                                                                                    | Stefano Tacconi – Luigi De Agostini, Mauro Tassotti, Ciro Ferrara, Roberto Cravero, Angelo Colombo, Alberico Evani (60. Roberto Galia), Giuseppe Iachini (69. Stefano Desideri), Massimo Mauro, Andrea Carnevale, Pietro Paolo Virdis Cheftrainer: Francesco Rocca | Edgar Jérez – Juan Manuel Dávila, Rocael Mazariegos (78. Alejandro Ortíz), Víctor Hugo Monzón, Alan Wellmann, Jaime Batres, Juan Manuel Fúnes, Carlos Castaneda, Byron Peréz, Adán Paniagua, Julio Rodas Cheftrainer: Jorge Roldán | Guatemala |
| Italien                                                                                    | 1:0 Carnevale (3.) 2:1 Evani (11.) 3:1 Virdis (34.) 4:1 Ferrara (38.) 5:1 Desideri (75.) | 1:1 Castaneda (7.) 5:2 Paniagua (79.) | Guatemala |
| Italien                                                                                    | De Agostini (90.) | Ortíz (83.) | Guatemala |
| Sa., 17. September 1988 um 17:00 Uhr (10:00 Uhr MESZ) in Gwangju (Gwangju-Mudeung-Stadion) | | |           |
| Zuschauer: 12.000                                                                          | | |           |
| Schiedsrichter: Shizuo Takada ( Japan)                                                     | | |           |
| Spielbericht                                                                               | | |           |

#### Sambia – Irak 2:2 (1:1)
| Sambia                                                                                    | Sambia | Irak | Irak |
| ----------------------------------------------------------------------------------------- | --- | --- | ---- |
| Sambia                                                                                    | \| Sa., 17. September 1988 um 19:00 Uhr (12:00 Uhr MESZ) in Daejeon (Daejeon Hanbat Stadion) \| \| Zuschauer: 29.600 \| \| Schiedsrichter: Jesús Díaz Palacio ( Kolumbien) \| \| Spielbericht \|                        | \| Sa., 17. September 1988 um 19:00 Uhr (12:00 Uhr MESZ) in Daejeon (Daejeon Hanbat Stadion) \| \| Zuschauer: 29.600 \| \| Schiedsrichter: Jesús Díaz Palacio ( Kolumbien) \| \| Spielbericht \|                                                           | Irak |
| Sambia                                                                                    | David Chabala (60. Richard Mwanza) – Edmond Mumba, James Chitalu, Samuel Chomba, Johnson Bwalya, Wisdom Chansa, Derby Makinka, Charly Musonda, Kalusha Bwalya, Ashious Melu, Stone Nyrienda Cheftrainer: Samuel Ndhlovu | Ahmad Jassim Mohammed – Natiq Hashim Abidoun, Karim Mohammed Allawi, Adnan Dirjal, Basil Gorgis Hanna (46. Ismail Mohammed Sharif), Ghanim Oraibi Jassim, Hassan Kamal, Habib Jafar, Hussein Saeed Mohammed, Saad Qais, Ahmed Radhi Cheftrainer: Ammo Baba | Irak |
| Sambia                                                                                    | 1:1 Nyrienda (44.) 2:1 K. Bwalya (66.) | 0:1 Radhi (36.) 2:2 Allawi (71.) | Irak |
| Sambia                                                                                    | Chitalu (40.) | | Irak |
| Sa., 17. September 1988 um 19:00 Uhr (12:00 Uhr MESZ) in Daejeon (Daejeon Hanbat Stadion) | | |      |
| Zuschauer: 29.600                                                                         | | |      |
| Schiedsrichter: Jesús Díaz Palacio ( Kolumbien)                                           | | |      |
| Spielbericht                                                                              | | |      |

#### Sambia – Italien 4:0 (1:0)
| Sambia                                                                                     | Sambia | Italien | Italien |
| ------------------------------------------------------------------------------------------ | --- | --- | ------- |
| Sambia                                                                                     | \| Mo., 19. September 1988 um 17:00 Uhr (10:00 Uhr MESZ) in Gwangju (Gwangju-Mudeung-Stadion) \| \| Zuschauer: 9.800 \| \| Schiedsrichter: Keith Hackett ( Vereinigtes Königreich) \| \| Spielbericht \|                      | \| Mo., 19. September 1988 um 17:00 Uhr (10:00 Uhr MESZ) in Gwangju (Gwangju-Mudeung-Stadion) \| \| Zuschauer: 9.800 \| \| Schiedsrichter: Keith Hackett ( Vereinigtes Königreich) \| \| Spielbericht \|                                                          | Italien |
| Sambia                                                                                     | David Chabala – Manfred Chabinga, Edmond Mumba, Samuel Chomba, Johnson Bwalya, Wisdom Chansa, Derby Makinka, Charly Musonda, Kalusha Bwalya, Ashious Melu, Stone Nyrienda (71. Webster Chikabala) Cheftrainer: Samuel Ndhlovu | Stefano Tacconi – Luigi De Agostini, Mauro Tassotti, Ciro Ferrara, Roberto Cravero (61. Luca Pellegrini), Angelo Colombo (61. Massimo Crippa), Roberto Galia, Giuseppe Iachini, Massimo Mauro, Ruggiero Rizzitelli, Andrea Carnevale Cheftrainer: Francesco Rocca | Italien |
| Sambia                                                                                     | 1:0 K. Bwalya (40.) 2:0 K. Bwalya (55.) 3:0 J. Bwalya (63.) 4:0 K. Bwalya (90.) | | Italien |
| Sambia                                                                                     | Makinka (77.) | Ferrara (42.), Mauro (50.), Tacconi (57.), Colombo (60.) | Italien |
| Mo., 19. September 1988 um 17:00 Uhr (10:00 Uhr MESZ) in Gwangju (Gwangju-Mudeung-Stadion) | | |         |
| Zuschauer: 9.800                                                                           | | |         |
| Schiedsrichter: Keith Hackett ( Vereinigtes Königreich)                                    | | |         |
| Spielbericht                                                                               | | |         |

#### Irak – Guatemala 3:0 (0:0)
| Irak                                                                                       | Irak | Guatemala | Guatemala |
| ------------------------------------------------------------------------------------------ | --- | --- | --------- |
| Irak                                                                                       | \| Mo., 19. September 1988 um 19:00 Uhr (12:00 Uhr MESZ) in Gwangju (Gwangju-Mudeung-Stadion) \| \| Zuschauer: 23.500 \| \| Schiedsrichter: Jean-Fidèle Diramba ( Gabun) \| \| Spielbericht \|                                                                          | \| Mo., 19. September 1988 um 19:00 Uhr (12:00 Uhr MESZ) in Gwangju (Gwangju-Mudeung-Stadion) \| \| Zuschauer: 23.500 \| \| Schiedsrichter: Jean-Fidèle Diramba ( Gabun) \| \| Spielbericht \|                                                             | Guatemala |
| Irak                                                                                       | Ahmad Jassim Mohammed – Adnan Dirjal, Basil Gorgis Hanna (46. Laith Hussein), Ghanim Oraibi Jassim, Hassan Kamal, Ismail Mohammed Sharif, Mudhafar Tawfik, Habib Jafar, Hussein Saeed Mohammed (78. Younis Abid Sadkhan), Saad Qais, Ahmed Radhi Cheftrainer: Ammo Baba | Ricardo Piccinini – Juan Manuel Dávila, Rocael Mazariegos, Víctor Hugo Monzón, Alan Wellmann, Jaime Batres (81. Kevin Sandoval), Juan Manuel Fúnes, Byron Peréz, Carlos Castaneda, Adán Paniagua, Julio Rodas (69. Norman Delva) Cheftrainer: Jorge Roldán | Guatemala |
| Irak                                                                                       | 1:0 Radhi (57.) 2:0 Tawfik (67.) 3:0 Mazariegos (77.) | | Guatemala |
| Irak                                                                                       | Radhi (17.) | | Guatemala |
| Mo., 19. September 1988 um 19:00 Uhr (12:00 Uhr MESZ) in Gwangju (Gwangju-Mudeung-Stadion) | | |           |
| Zuschauer: 23.500                                                                          | | |           |
| Schiedsrichter: Jean-Fidèle Diramba ( Gabun)                                               | | |           |
| Spielbericht                                                                               | | |           |

#### Sambia – Guatemala 4:0 (0:0)
| Sambia                                                                                     | Sambia | Guatemala | Guatemala |
| ------------------------------------------------------------------------------------------ | --- | --- | --------- |
| Sambia                                                                                     | \| Mi., 21. September 1988 um 17:00 Uhr (10:00 Uhr MESZ) in Gwangju (Gwangju-Mudeung-Stadion) \| \| Zuschauer: 9.000 \| \| Schiedsrichter: Jassim Mandi ( Bahrain) \| \| Spielbericht \|                                     | \| Mi., 21. September 1988 um 17:00 Uhr (10:00 Uhr MESZ) in Gwangju (Gwangju-Mudeung-Stadion) \| \| Zuschauer: 9.000 \| \| Schiedsrichter: Jassim Mandi ( Bahrain) \| \| Spielbericht \|                 | Guatemala |
| Sambia                                                                                     | David Chabala – Manfred Chabinga, Eston Mulenga, Edmond Mumba, Wisdom Chansa, Derby Makinka, Charly Musonda, Kalusha Bwalya, Beston Chambeshi, Ashious Melu, Stone Nyrienda (79. Pearson Mwanza) Cheftrainer: Samuel Ndhlovu | Edgar Jérez – Juan Manuel Dávila, Rocael Mazariegos, Víctor Hugo Monzón, Alejandro Ortíz, Luis López, Carlos Castaneda, Byron Peréz, Norman Delva, Kevin Sandoval, Julio Rodas Cheftrainer: Jorge Roldán | Guatemala |
| Sambia                                                                                     | 1:0 Makinka (53.) 2:0 K. Bwalya (79.) 3:0 K. Bwalya (82.) 4:0 Makinka (85.) | | Guatemala |
| Sambia                                                                                     | Chabinga (17.) | Peréz (48.) | Guatemala |
| Mi., 21. September 1988 um 17:00 Uhr (10:00 Uhr MESZ) in Gwangju (Gwangju-Mudeung-Stadion) | | |           |
| Zuschauer: 9.000                                                                           | | |           |
| Schiedsrichter: Jassim Mandi ( Bahrain)                                                    | | |           |
| Spielbericht                                                                               | | |           |

#### Irak – Italien 0:2 (0:0)
| Irak                                                                                       | Irak | Italien | Italien |
| ------------------------------------------------------------------------------------------ | --- | --- | ------- |
| Irak                                                                                       | \| Mi., 21. September 1988 um 19:00 Uhr (12:00 Uhr MESZ) in Gwangju (Gwangju-Mudeung-Stadion) \| \| Zuschauer: 13.000 \| \| Schiedsrichter: Hernán Silva ( Ecuador) \| \| Spielbericht \|                                                                           | \| Mi., 21. September 1988 um 19:00 Uhr (12:00 Uhr MESZ) in Gwangju (Gwangju-Mudeung-Stadion) \| \| Zuschauer: 13.000 \| \| Schiedsrichter: Hernán Silva ( Ecuador) \| \| Spielbericht \|                                                                               | Italien |
| Irak                                                                                       | Ahmad Jassim Mohammed – Adnan Dirjal, Hassan Kamal, Ghanim Oraibi Jassim, Ismail Mohammed Sharif, Mudhafar Tawfik, Laith Hussein, Habib Jafar, Hussein Saeed Mohammed (70. Karim Mohammed Allawi), Saad Qais (46. Samir Shaker), Ahmed Radhi Cheftrainer: Ammo Baba | Stefano Tacconi – Luigi De Agostini, Mauro Tassotti, Ciro Ferrara, Massimo Brambati, Massimo Crippa, Alberico Evani, Giuseppe Iachini, Massimo Mauro (81. Angelo Colombo), Ruggiero Rizzitelli (80. Andrea Carnevale), Pietro Paolo Virdis Cheftrainer: Francesco Rocca | Italien |
| Irak                                                                                       | 0:1 Rizzitelli (59.) 0:2 Mauro (63.) | | Italien |
| Irak                                                                                       | Tawfik (40.), Jassim (63.) | Rizzitelli (40.), Iachini (58.) | Italien |
| Mi., 21. September 1988 um 19:00 Uhr (12:00 Uhr MESZ) in Gwangju (Gwangju-Mudeung-Stadion) | | |         |
| Zuschauer: 13.000                                                                          | | |         |
| Schiedsrichter: Hernán Silva ( Ecuador)                                                    | | |         |
| Spielbericht                                                                               | | |         |

### Gruppe C

#### Südkorea – Sowjetunion 0:0
| Südkorea                                                                              | Südkorea | Sowjetunion | Sowjetunion |
| ------------------------------------------------------------------------------------- | --- | --- | ----------- |
| Südkorea                                                                              | \| So., 18. September 1988 um 17:00 Uhr (10:00 Uhr MESZ) in Busan (Busan-Gudeok-Stadion) \| \| Zuschauer: 30.000 \| \| Schiedsrichter: Tullio Lanese ( Italien) \| \| Spielbericht \|                                                 | \| So., 18. September 1988 um 17:00 Uhr (10:00 Uhr MESZ) in Busan (Busan-Gudeok-Stadion) \| \| Zuschauer: 30.000 \| \| Schiedsrichter: Tullio Lanese ( Italien) \| \| Spielbericht \| | Sowjetunion |
| Südkorea                                                                              | Cho Byung-deuk – Jo Min-guk, Choi Kang-hee, Chung Yong-hwan, Gu Sang-bum, Park Kyeong-hun, Yeo Bum-kyu (62. Choi Yun-kyeom), Byun Byung-joo, Choi Sun-ho, Chung Hae-won (24. Choi Sang-kook), Kim Ju-seong Cheftrainer: Kim Jeong-nam | Dmitri Charin – Oleksij Tscherednyk, Sergei Gorlukowitsch, Gela Ketaschwili, Wiktor Lossew, Igor Dobrowolski, Oleksij Mychajlytschenko, Arminas Narbekovas, İqor Ponomaryov, Alexander Borodjuk (46. Wolodymyr Ljutyj), Juri Sawitschew (58. Wladimir Tatartschuk) Cheftrainer: Anatoli Byschowez | Sowjetunion |
| Südkorea                                                                              | Park (57.) | | Sowjetunion |
| So., 18. September 1988 um 17:00 Uhr (10:00 Uhr MESZ) in Busan (Busan-Gudeok-Stadion) | | |             |
| Zuschauer: 30.000                                                                     | | |             |
| Schiedsrichter: Tullio Lanese ( Italien)                                              | | |             |
| Spielbericht                                                                          | | |             |

#### Vereinigte Staaten – Argentinien 1:1 (0:0)
| Vereinigte Staaten                                                             | Vereinigte Staaten | Argentinien | Argentinien |
| ------------------------------------------------------------------------------ | --- | --- | ----------- |
| Vereinigte Staaten                                                             | \| So., 18. September 1988 um 19:00 Uhr (12:00 Uhr MESZ) in Daegu (Daegu-Stadion) \| \| Zuschauer: 18.500 \| \| Schiedsrichter: Jamal al-Sharif ( Syrien) \| \| Spielbericht \|                                                | \| So., 18. September 1988 um 19:00 Uhr (12:00 Uhr MESZ) in Daegu (Daegu-Stadion) \| \| Zuschauer: 18.500 \| \| Schiedsrichter: Jamal al-Sharif ( Syrien) \| \| Spielbericht \|           | Argentinien |
| Vereinigte Staaten                                                             | David Vanole – Desmond Armstrong, Kevin Crow, Peter Vermes, Paul Krumpe, Rick Davis, Brian Bliss, Paul Caligiuri, Tab Ramos (74. John Harkes), Brent Goulet (68. Mike Windischmann), Bruce Murray Cheftrainer: Lothar Osiander | Luis Islas – Rubén Agüero, Hernán Díaz, Néstor Fabbri, Néstor Lorenzo, Carlos Mayor, Hugo Pérez, Alejandro Ruidíaz, Darío Siviski, Carlos Alfaro, Jorge Comas Cheftrainer: Carlos Pachamé | Argentinien |
| Vereinigte Staaten                                                             | 1:0 Windischmann (78.) | 1:1 Alfaro (83., Handelfmeter) | Argentinien |
| Vereinigte Staaten                                                             | Davis (52.), Bliss (90.) | Mayor (42.), Lucca (77.) | Argentinien |
| So., 18. September 1988 um 19:00 Uhr (12:00 Uhr MESZ) in Daegu (Daegu-Stadion) | | |             |
| Zuschauer: 18.500                                                              | | |             |
| Schiedsrichter: Jamal al-Sharif ( Syrien)                                      | | |             |
| Spielbericht                                                                   | | |             |

#### Südkorea – Vereinigte Staaten 0:0
| Südkorea                                                                              | Südkorea | Vereinigte Staaten | Vereinigte Staaten |
| ------------------------------------------------------------------------------------- | --- | --- | ------------------ |
| Südkorea                                                                              | \| Di., 20. September 1988 um 17:00 Uhr (10:00 Uhr MESZ) in Busan (Busan-Gudeok-Stadion) \| \| Zuschauer: 22.000 \| \| Schiedsrichter: Baba Laouissi ( Marokko) \| \| Spielbericht \|                                                | \| Di., 20. September 1988 um 17:00 Uhr (10:00 Uhr MESZ) in Busan (Busan-Gudeok-Stadion) \| \| Zuschauer: 22.000 \| \| Schiedsrichter: Baba Laouissi ( Marokko) \| \| Spielbericht \| | Vereinigte Staaten |
| Südkorea                                                                              | Cho Byung-deuk – Jo Min-guk, Choi Kang-hee (25. Lee Tae-ho / 74. Kim Young-sae), Choi Yun-kyeom, Chung Yong-hwan, Gu Sang-bum, Park Kyeong-hun, Byun Byung-joo, Choi Sang-kook, Choi Sun-ho, Kim Ju-seong Cheftrainer: Kim Jeong-nam | David Vanole – Desmond Armstrong, Kevin Crow, Paul Krumpe, Rick Davis, Brian Bliss, Paul Caligiuri, Tab Ramos, John Harkes, Frank Klopas, Brent Goulet Cheftrainer: Lothar Osiander   | Vereinigte Staaten |
| Südkorea                                                                              | Kim Ju-seong (58.) | | Vereinigte Staaten |
| Di., 20. September 1988 um 17:00 Uhr (10:00 Uhr MESZ) in Busan (Busan-Gudeok-Stadion) | | |                    |
| Zuschauer: 22.000                                                                     | | |                    |
| Schiedsrichter: Baba Laouissi ( Marokko)                                              | | |                    |
| Spielbericht                                                                          | | |                    |

#### Argentinien – Sowjetunion 1:2 (0:2)
| Argentinien                                                                    | Argentinien | Sowjetunion | Sowjetunion |
| ------------------------------------------------------------------------------ | --- | --- | ----------- |
| Argentinien                                                                    | \| Di., 20. September 1988 um 19:00 Uhr (12:00 Uhr MESZ) in Daegu (Daegu-Stadion) \| \| Zuschauer: 25.000 \| \| Schiedsrichter: Gérard Biguet ( Frankreich) \| \| Spielbericht \|                        | \| Di., 20. September 1988 um 19:00 Uhr (12:00 Uhr MESZ) in Daegu (Daegu-Stadion) \| \| Zuschauer: 25.000 \| \| Schiedsrichter: Gérard Biguet ( Frankreich) \| \| Spielbericht \| | Sowjetunion |
| Argentinien                                                                    | Luis Islas – Rubén Agüero, Hernán Díaz, Néstor Fabbri, Néstor Lorenzo, Mario Lucca, Claudio Cabrera (68. Mauro Airez), Hugo Pérez, Darío Siviski, Carlos Alfaro, Jorge Comas Cheftrainer: Carlos Pachamé | Dmitri Charin – Oleksij Tscherednyk, Sergei Gorlukowitsch, Gela Ketaschwili, Wiktor Lossew, Igor Dobrowolski, Jewgeni Kusnezow, Oleksij Mychajlytschenko, Arminas Narbekovas (61. Juri Sawitschew), Wolodymyr Ljutyj, Wladimir Tatartschuk (79. Jewgeni Jarowenko) Cheftrainer: Anatoli Byschowez | Sowjetunion |
| Argentinien                                                                    | 1:2 Alfaro (77.) | 0:1 Dobrowolski (7.) 0:2 Mychajlytschenko (22.) | Sowjetunion |
| Argentinien                                                                    | Comas (56.) | Mychajlytschenko (24.), Tscherednyk (43.), Dobrowolski (54.) | Sowjetunion |
| Di., 20. September 1988 um 19:00 Uhr (12:00 Uhr MESZ) in Daegu (Daegu-Stadion) | | |             |
| Zuschauer: 25.000                                                              | | |             |
| Schiedsrichter: Gérard Biguet ( Frankreich)                                    | | |             |
| Spielbericht                                                                   | | |             |

#### Südkorea – Argentinien 1:2 (1:1)
| Südkorea                                                                              | Südkorea | Argentinien | Argentinien |
| ------------------------------------------------------------------------------------- | --- | --- | ----------- |
| Südkorea                                                                              | \| So., 18. September 1988 um 17:00 Uhr (10:00 Uhr MESZ) in Busan (Busan-Gudeok-Stadion) \| \| Zuschauer: 30.000 \| \| Schiedsrichter: Chris Bambridge ( Australien) \| \| Spielbericht \| | \| So., 18. September 1988 um 17:00 Uhr (10:00 Uhr MESZ) in Busan (Busan-Gudeok-Stadion) \| \| Zuschauer: 30.000 \| \| Schiedsrichter: Chris Bambridge ( Australien) \| \| Spielbericht \|                                     | Argentinien |
| Südkorea                                                                              | Cho Byung-deuk – Park Kyeong-hun, Chung Yong-hwan, Gu Sang-bum, Choi Kang-hee, Jo Min-guk, No Su-jin, Byun Byung-joo, Choi Sun-ho, Choi Sang-kook, Kim Ju-seong Cheftrainer: Kim Jeong-nam | Luis Islas – Hernán Díaz, Néstor Fabbri, Néstor Lorenzo (74. Claudio Cabrera), Mario Lucca, Pedro Monzón, Hugo Pérez (60. Alejandro Russo), Darío Siviski, Mauro Airez, Carlos Alfaro, Jorge Comas Cheftrainer: Carlos Pachamé | Argentinien |
| Südkorea                                                                              | 1:1 No (14.) | 0:1 Alfaro (3.) 1:2 Fabbri (73.) | Argentinien |
| Südkorea                                                                              | Gu (48.) | | Argentinien |
| So., 18. September 1988 um 17:00 Uhr (10:00 Uhr MESZ) in Busan (Busan-Gudeok-Stadion) | | |             |
| Zuschauer: 30.000                                                                     | | |             |
| Schiedsrichter: Chris Bambridge ( Australien)                                         | | |             |
| Spielbericht                                                                          | | |             |

#### Vereinigte Staaten – Sowjetunion 2:4 (0:3)
| Vereinigte Staaten                                                             | Vereinigte Staaten | Sowjetunion | Sowjetunion |
| ------------------------------------------------------------------------------ | --- | --- | ----------- |
| Vereinigte Staaten                                                             | \| Do., 22. September 1988 um 19:00 Uhr (10:00 Uhr MESZ) in Daegu (Daegu-Stadion) \| \| Zuschauer: 20.000 \| \| Schiedsrichter: Arnaldo Cézar Coelho ( Brasilien) \| \| Spielbericht \|                                        | \| Do., 22. September 1988 um 19:00 Uhr (10:00 Uhr MESZ) in Daegu (Daegu-Stadion) \| \| Zuschauer: 20.000 \| \| Schiedsrichter: Arnaldo Cézar Coelho ( Brasilien) \| \| Spielbericht \| | Sowjetunion |
| Vereinigte Staaten                                                             | David Vanole – John Doyle, Kevin Crow, Peter Vermes, Paul Krumpe (65. Desmond Armstrong), Rick Davis, John Stollmeyer (46. Brent Goulet), Brian Bliss, Paul Caligiuri, Frank Klopas, Bruce Murray Cheftrainer: Lothar Osiander | Dmitri Charin – Sergei Gorlukowitsch, Gela Ketaschwili, Wiktor Lossew, Jewgeni Jarowenko, Igor Dobrowolski (54. Arvydas Janonis), Jewgeni Kusnezow, Oleksij Mychajlytschenko (59. Alexander Borodjuk), Arminas Narbekovas, Wolodymyr Ljutyj, Juri Sawitschew Cheftrainer: Anatoli Byschowez | Sowjetunion |
| Vereinigte Staaten                                                             | 1:4 Goulet (65.) 2:4 Doyle (85.) | 0:1 Mychajlytschenko (7.) 0:2 Narbekovas (19.) 0:3 Dobrowolski (45., Foulelfmeter) 0:4 Mychajlytschenko (48.) | Sowjetunion |
| Vereinigte Staaten                                                             | Armstrong (69.) | | Sowjetunion |
| Do., 22. September 1988 um 19:00 Uhr (10:00 Uhr MESZ) in Daegu (Daegu-Stadion) | | |             |
| Zuschauer: 20.000                                                              | | |             |
| Schiedsrichter: Arnaldo Cézar Coelho ( Brasilien)                              | | |             |
| Spielbericht                                                                   | | |             |

### Gruppe D

#### Australien – Jugoslawien 1:0 (0:0)
| Australien                                                                                 | Australien | Jugoslawien | Jugoslawien |
| ------------------------------------------------------------------------------------------ | --- | --- | ----------- |
| Australien                                                                                 | \| Di., 20. September 1988 um 17:00 Uhr (10:00 Uhr MESZ) in Gwangju (Gwangju-Mudeung-Stadion) \| \| Zuschauer: 12.000 \| \| Schiedsrichter: Juan Carlos Loustau ( Argentinien) \| \| Spielbericht \| | \| Di., 20. September 1988 um 17:00 Uhr (10:00 Uhr MESZ) in Gwangju (Gwangju-Mudeung-Stadion) \| \| Zuschauer: 12.000 \| \| Schiedsrichter: Juan Carlos Loustau ( Argentinien) \| \| Spielbericht \|                                          | Jugoslawien |
| Australien                                                                                 | Jeff Olver – Charles Yankos, Graham Jennings, Charles Yankos, Robbie Dunn, Alan Davidson, Paul Wade, Oscar Crino, Frank Farina, Graham Arnold, David Mitchell, Mike Petersen Cheftrainer: Frank Arok | Dragoje Leković (30. Stevan Stojanović) – Vujadin Stanojković, Predrag Spasić, Srečko Katanec, Dragoljub Brnović, Refik Šabanadžović, Ivica Barbarić, Vladislav Đukić, Semir Tuce, Dušan Milinković (69. Mirko Mihić) Cheftrainer: Ivica Osim | Jugoslawien |
| Australien                                                                                 | 1:0 Farina (48.) | | Jugoslawien |
| Australien                                                                                 | Arnold (20.), Dunn (34.), Olver (73.), Yankos (75.) | Đukić (34.) | Jugoslawien |
| Di., 20. September 1988 um 17:00 Uhr (10:00 Uhr MESZ) in Gwangju (Gwangju-Mudeung-Stadion) | | |             |
| Zuschauer: 12.000                                                                          | | |             |
| Schiedsrichter: Juan Carlos Loustau ( Argentinien)                                         | | |             |
| Spielbericht                                                                               | | |             |

#### Brasilien – Nigeria 4:0 (0:0)
| Brasilien                                                                                 | Brasilien | Nigeria | Nigeria |
| ----------------------------------------------------------------------------------------- | --- | --- | ------- |
| Brasilien                                                                                 | \| So., 18. September 1988 um 19:00 Uhr (12:00 Uhr MESZ) in Daejeon (Daejeon Hanbat Stadion) \| \| Zuschauer: 29.512 \| \| Schiedsrichter: Vincent Mauro ( Vereinigte Staaten) \| \| Spielbericht \| | \| So., 18. September 1988 um 19:00 Uhr (12:00 Uhr MESZ) in Daejeon (Daejeon Hanbat Stadion) \| \| Zuschauer: 29.512 \| \| Schiedsrichter: Vincent Mauro ( Vereinigte Staaten) \| \| Spielbericht \|                                                          | Nigeria |
| Brasilien                                                                                 | Cláudio Taffarel – Aloísio, Luís Carlos Winck, André Cruz, Jorginho, Careca (73. Bebeto), Ademir, Milton, Geovani Silva, Edmar (63. Neto), Romário Cheftrainer: Carlos Alberto Silva                 | David Ngodigha – Augustine Eguavoen, Chidi Nwanu, Andrew Uwe, Ademola Adeshina, Emeka Ezeugo (67. Osaro Obobaifo), Sylvanus Okpala, Samuel Okwaraji, Dahiru Sadi, Dominic Iorfa (60. Samson Siasia), Rashidi Yekini Cheftrainer: fred Höner ( BR Deutschland) | Nigeria |
| Brasilien                                                                                 | 1:0 Edmar (59.) 2:0 Romário (74.) 3:0 Romário (84.) 4:0 Bebeto (86.) | | Nigeria |
| Brasilien                                                                                 | Uwe (7.), Okpala (37.) | | Nigeria |
| So., 18. September 1988 um 19:00 Uhr (12:00 Uhr MESZ) in Daejeon (Daejeon Hanbat Stadion) | | |         |
| Zuschauer: 29.512                                                                         | | |         |
| Schiedsrichter: Vincent Mauro ( Vereinigte Staaten)                                       | | |         |
| Spielbericht                                                                              | | |         |

#### Nigeria – Jugoslawien 1:3 (0:1)
| Nigeria                                                                                   | Nigeria | Jugoslawien | Jugoslawien |
| ----------------------------------------------------------------------------------------- | --- | --- | ----------- |
| Nigeria                                                                                   | \| Di., 20. September 1988 um 17:00 Uhr (10:00 Uhr MESZ) in Daejeon (Daejeon Hanbat Stadion) \| \| Zuschauer: 24.000 \| \| Schiedsrichter: Choi Gil-soo \| \| Spielbericht \|                                                                                    | \| Di., 20. September 1988 um 17:00 Uhr (10:00 Uhr MESZ) in Daejeon (Daejeon Hanbat Stadion) \| \| Zuschauer: 24.000 \| \| Schiedsrichter: Choi Gil-soo \| \| Spielbericht \|                                                                              | Jugoslawien |
| Nigeria                                                                                   | Christian Obi – Augustine Eguavoen, Chidi Nwanu, Bright Omokaro (46. Michael Obiku), Andrew Uwe, Ademola Adeshina, Dahiru Sadi, Sylvanus Okpala, Samuel Okwaraji (79. Wole Odegbami), Samson Siasia, Rashidi Yekini Cheftrainer: Manfred Höner ( BR Deutschland) | Stevan Stojanović – Vujadin Stanojković, Predrag Spasić, Davor Jozić, Ivica Barbarić, Srečko Katanec, Refik Šabanadžović (69. Dragoljub Brnović), Toni Savevski, Dragan Stojković, Mirko Mihić, Davor Šuker (69. Cvijan Milošević) Cheftrainer: Ivica Osim | Jugoslawien |
| Nigeria                                                                                   | 1:3 Yekini (88.) | 0:1 Stojković (35.) 0:2 Stojković (67.) 0:3 Stojković (67.) | Jugoslawien |
| Nigeria                                                                                   | Adeshina (46.) | Katanec (36.) | Jugoslawien |
| Di., 20. September 1988 um 17:00 Uhr (10:00 Uhr MESZ) in Daejeon (Daejeon Hanbat Stadion) | | |             |
| Zuschauer: 24.000                                                                         | | |             |
| Schiedsrichter: Choi Gil-soo                                                              | | |             |
| Spielbericht                                                                              | | |             |

#### Australien – Brasilien 0:3 (0:1)
| Australien                                                                          | Australien | Brasilien | Brasilien |
| ----------------------------------------------------------------------------------- | --- | --- | --------- |
| Australien                                                                          | \| Di., 20. September 1988 um 19:00 Uhr (12:00 Uhr MESZ) in Seoul (Dongdaemun-Stadion) \| \| Zuschauer: 15.000 \| \| Schiedsrichter: Karl-Heinz Tritschler ( BR Deutschland) \| \| Spielbericht \|                                             | \| Di., 20. September 1988 um 19:00 Uhr (12:00 Uhr MESZ) in Seoul (Dongdaemun-Stadion) \| \| Zuschauer: 15.000 \| \| Schiedsrichter: Karl-Heinz Tritschler ( BR Deutschland) \| \| Spielbericht \| | Brasilien |
| Australien                                                                          | Jeff Olver – Charles Yankos, Graham Jennings, Charles Yankos, Robbie Dunn (60. Gary van Egmond), Alan Davidson, Paul Wade, Oscar Crino, Frank Farina (75. Robbie Slater), Graham Arnold, David Mitchell, Mike Petersen Cheftrainer: Frank Arok | Cláudio Taffarel – Aloísio, Luís Carlos Winck, André Cruz, Batista, Careca (75. Bebeto), Ademir, Milton (81. João Paulo), Geovani Silva, Edmar, Romário Cheftrainer: Carlos Alberto Silva          | Brasilien |
| Australien                                                                          | 0:1 Romário (20.) 0:2 Romário (57.) 0:3 Romário (61.) | | Brasilien |
| Australien                                                                          | Farina (14.) | Batista (44.), Ademir (44.) | Brasilien |
| Di., 20. September 1988 um 19:00 Uhr (12:00 Uhr MESZ) in Seoul (Dongdaemun-Stadion) | | |           |
| Zuschauer: 15.000                                                                   | | |           |
| Schiedsrichter: Karl-Heinz Tritschler ( BR Deutschland)                             | | |           |
| Spielbericht                                                                        | | |           |

#### Australien – Nigeria 1:0 (0:0)
| Australien                                                                          | Australien | Nigeria | Nigeria |
| ----------------------------------------------------------------------------------- | --- | --- | ------- |
| Australien                                                                          | \| Di., 22. September 1988 um 19:00 Uhr (12:00 Uhr MESZ) in Seoul (Dongdaemun-Stadion) \| \| Zuschauer: 12.800 \| \| Schiedsrichter: Michał Listkiewicz ( Polen) \| \| Spielbericht \|                                         | \| Di., 22. September 1988 um 19:00 Uhr (12:00 Uhr MESZ) in Seoul (Dongdaemun-Stadion) \| \| Zuschauer: 12.800 \| \| Schiedsrichter: Michał Listkiewicz ( Polen) \| \| Spielbericht \|                                                                           | Nigeria |
| Australien                                                                          | Jeff Olver – Charles Yankos, Graham Jennings, Charles Yankos, Robbie Dunn, Alan Davidson, Paul Wade, Oscar Crino, Gary van Egmond, Graham Arnold, David Mitchell, John Kosmina (84. Scott Ollerenshaw) Cheftrainer: Frank Arok | Christian Obi – Augustine Eguavoen, Andrew Uwe, Ademola Adeshina, Dahiru Sadi, Sylvanus Okpala, Samuel Okwaraji, Dominic Iorfa (52. Wole Odegbami), Samson Siasia, Rashidi Yekini, Michael Obiku (80. Emeka Ezeugo) Cheftrainer: Manfred Höner ( BR Deutschland) | Nigeria |
| Australien                                                                          | 1:0 Kosmina (76.) | | Nigeria |
| Australien                                                                          | Obiku (51.) | | Nigeria |
| Di., 22. September 1988 um 19:00 Uhr (12:00 Uhr MESZ) in Seoul (Dongdaemun-Stadion) | | |         |
| Zuschauer: 12.800                                                                   | | |         |
| Schiedsrichter: Michał Listkiewicz ( Polen)                                         | | |         |
| Spielbericht                                                                        | | |         |

#### Brasilien – Jugoslawien 2:1 (1:0)
| Brasilien                                                                                 | Brasilien | Jugoslawien | Jugoslawien |
| ----------------------------------------------------------------------------------------- | --- | --- | ----------- |
| Brasilien                                                                                 | \| Do., 22. September 1988 um 19:00 Uhr (12:00 Uhr MESZ) in Daejeon (Daejeon Hanbat Stadion) \| \| Zuschauer: 31.200 \| \| Schiedsrichter: Alexei Spirin ( Sowjetunion) \| \| Spielbericht \| | \| Do., 22. September 1988 um 19:00 Uhr (12:00 Uhr MESZ) in Daejeon (Daejeon Hanbat Stadion) \| \| Zuschauer: 31.200 \| \| Schiedsrichter: Alexei Spirin ( Sowjetunion) \| \| Spielbericht \|                  | Jugoslawien |
| Brasilien                                                                                 | Cláudio Taffarel – Aloísio, Luís Carlos Winck, André Cruz, Batista, Careca (46. Bebeto), Ademir, Milton, Geovani Silva, Edmar (46. Andrade), Romário Cheftrainer: Carlos Alberto Silva        | Stevan Stojanović – Vujadin Stanojković, Predrag Spasić, Davor Jozić, Srečko Katanec, Dragoljub Brnović, Refik Šabanadžović, Ivica Barbarić, Dragan Stojković, Semir Tuce, Mirko Mihić Cheftrainer: Ivica Osim | Jugoslawien |
| Brasilien                                                                                 | 1:0 André Cruz (25.) 2:0 Bebeto (56.) | 2:1 Sabanadzović (69.) | Jugoslawien |
| Brasilien                                                                                 | Jozić (24.) | | Jugoslawien |
| Do., 22. September 1988 um 19:00 Uhr (12:00 Uhr MESZ) in Daejeon (Daejeon Hanbat Stadion) | | |             |
| Zuschauer: 31.200                                                                         | | |             |
| Schiedsrichter: Alexei Spirin ( Sowjetunion)                                              | | |             |
| Spielbericht                                                                              | | |             |

## Viertelfinale

### Schweden – Italien 1:2 n. V. (1:1, 0:0)
| Schweden                                                                       | Schweden | Italien | Italien |
| ------------------------------------------------------------------------------ | --- | --- | ------- |
| Schweden                                                                       | \| So., 25. September 1988 um 19:00 Uhr (17:00 Uhr MESZ) in Daegu (Daegu-Stadion) \| \| Zuschauer: 11.000 \| \| Schiedsrichter: Gérard Biguet ( Frankreich) \| \| Spielbericht \|                                                            | \| So., 25. September 1988 um 19:00 Uhr (17:00 Uhr MESZ) in Daegu (Daegu-Stadion) \| \| Zuschauer: 11.000 \| \| Schiedsrichter: Gérard Biguet ( Frankreich) \| \| Spielbericht \|                                                                                       | Italien |
| Schweden                                                                       | Sven Andersson – Peter Lönn, Göran Arnberg, Roland Nilsson, Joakim Nilsson (73. Martin Dahlin), Roger Ljung, Jonas Thern, Leif Engqvist, Michael Andersson, Anders Limpar (23. Hans Eskilsson), Jan Hellström Cheftrainer: Benny Lennartsson | Stefano Tacconi – Luigi De Agostini, Mauro Tassotti, Ciro Ferrara, Massimo Brambati, Massimo Crippa, Alberico Evani (73. Angelo Colombo), Giuseppe Iachini, Massimo Mauro, Ruggiero Rizzitelli (80. Andrea Carnevale), Pietro Paolo Virdis Cheftrainer: Francesco Rocca | Italien |
| Schweden                                                                       | 1:1 Hellström (84.) | 0:1 Virdis (50.) 1:2 Crippa (98.) | Italien |
| Schweden                                                                       | Limpar (4.) | Brambati (37.), De Agostini (45.), Evani (58.), Colombo (108.) | Italien |
| So., 25. September 1988 um 19:00 Uhr (17:00 Uhr MESZ) in Daegu (Daegu-Stadion) | | |         |
| Zuschauer: 11.000                                                              | | |         |
| Schiedsrichter: Gérard Biguet ( Frankreich)                                    | | |         |
| Spielbericht                                                                   | | |         |

### BR Deutschland – Sambia 4:0 (3:0)
| BR Deutschland                                                                             | BR Deutschland | Sambia | Sambia |
| ------------------------------------------------------------------------------------------ | --- | --- | ------ |
| BR Deutschland                                                                             | \| So., 25. September 1988 um 17:00 Uhr (10:00 Uhr MESZ) in Gwangju (Gwangju-Mudeung-Stadion) \| \| Zuschauer: 8.000 \| \| Schiedsrichter: Jesús Díaz Palacio ( Kolumbien) \| \| Spielbericht \|                                                | \| So., 25. September 1988 um 17:00 Uhr (10:00 Uhr MESZ) in Gwangju (Gwangju-Mudeung-Stadion) \| \| Zuschauer: 8.000 \| \| Schiedsrichter: Jesús Díaz Palacio ( Kolumbien) \| \| Spielbericht \|                                              | Sambia |
| BR Deutschland                                                                             | Uwe Kamps – Holger Fach, Michael Schulz, Wolfgang Funkel, Thomas Hörster, Roland Grahammer, Armin Görtz, Karl-Heinz Riedle (29. Gerhard Kleppinger), Jürgen Klinsmann, Wolfram Wuttke, Thomas Häßler (77. Olaf Janßen) Cheftrainer: Hannes Löhr | David Chabala – Edmond Mumba, Samuel Chomba, Manfred Chabinga, Derby Makinka, Johnson Bwalya (54. Lucky Msiska), Charly Musonda, Wisdom Chansa, Kalusha Bwalya, Ashious Melu, Stone Nyrienda (54. Pearson Mwanza) Cheftrainer: Samuel Ndhlovu | Sambia |
| BR Deutschland                                                                             | 1:0 Funkel (18.) 2:0 Klinsmann (34.) 3:0 Klinsmann (43.) 4:0 Klinsmann (89.) | | Sambia |
| BR Deutschland                                                                             | Mwanza (67.) | | Sambia |
| So., 25. September 1988 um 17:00 Uhr (10:00 Uhr MESZ) in Gwangju (Gwangju-Mudeung-Stadion) | | |        |
| Zuschauer: 8.000                                                                           | | |        |
| Schiedsrichter: Jesús Díaz Palacio ( Kolumbien)                                            | | |        |
| Spielbericht                                                                               | | |        |

### Sowjetunion – Australien 3:0 (0:0)
| Sowjetunion                                                                           | Sowjetunion | Australien | Australien |
| ------------------------------------------------------------------------------------- | --- | --- | ---------- |
| Sowjetunion                                                                           | \| So., 25. September 1988 um 17:00 Uhr (10:00 Uhr MESZ) in Busan (Busan-Gudeok-Stadion) \| \| Zuschauer: 7.000 \| \| Schiedsrichter: Juan Daniel Cardellino ( Uruguay) \| \| Spielbericht \|                                                                                              | \| So., 25. September 1988 um 17:00 Uhr (10:00 Uhr MESZ) in Busan (Busan-Gudeok-Stadion) \| \| Zuschauer: 7.000 \| \| Schiedsrichter: Juan Daniel Cardellino ( Uruguay) \| \| Spielbericht \| | Australien |
| Sowjetunion                                                                           | Dmitri Charin – Oleksij Tscherednyk (72. Sergei Fokin), Sergei Gorlukowitsch, Gela Ketaschwili, Wiktor Lossew, Igor Dobrowolski, Jewgeni Kusnezow, Oleksij Mychajlytschenko, Arminas Narbekovas, Wladimir Tatartschuk (68. Igor Skljarow), Wolodymyr Ljutyj Cheftrainer: Anatoli Byschowez | Jeff Olver – Gary van Egmond, Graham Jennings, Charles Yankos, Robbie Dunn, Alan Davidson, Paul Wade, Oscar Crino, Frank Farina, Graham Arnold, David Mitchell Cheftrainer: Frank Arok        | Australien |
| Sowjetunion                                                                           | 1:0 Dobrowolski (50.) 2:0 Dobrowolski (54.) 3:0 Mychajlytschenko (62.) | | Australien |
| Sowjetunion                                                                           | Kusnezow (82.) | Dunn (67.) | Australien |
| Sowjetunion                                                                           | Mitchell (68.) | | Australien |
| So., 25. September 1988 um 17:00 Uhr (10:00 Uhr MESZ) in Busan (Busan-Gudeok-Stadion) | | |            |
| Zuschauer: 7.000                                                                      | | |            |
| Schiedsrichter: Juan Daniel Cardellino ( Uruguay)                                     | | |            |
| Spielbericht                                                                          | | |            |

### Brasilien – Argentinien 1:0 (0:0)
| Brasilien                                                                           | Brasilien | Argentinien | Argentinien |
| ----------------------------------------------------------------------------------- | --- | --- | ----------- |
| Brasilien                                                                           | \| So., 25. September 1988 um 19:00 Uhr (12:00 Uhr MESZ) in Seoul (Dongdaemun-Stadion) \| \| Zuschauer: 21.800 \| \| Schiedsrichter: Kurt Röthlisberger ( Schweiz) \| \| Spielbericht \| | \| So., 25. September 1988 um 19:00 Uhr (12:00 Uhr MESZ) in Seoul (Dongdaemun-Stadion) \| \| Zuschauer: 21.800 \| \| Schiedsrichter: Kurt Röthlisberger ( Schweiz) \| \| Spielbericht \|                                    | Argentinien |
| Brasilien                                                                           | Cláudio Taffarel – Aloísio, Luís Carlos Winck, André Cruz, Andrade, Ademir, Milton (65. Careca), Geovani Silva, Bebeto, Romário Cheftrainer: Carlos Alberto Silva                        | Luis Islas – Hernán Díaz, Néstor Fabbri (65. Carlos Mayor), Néstor Lorenzo, Mario Lucca, Pedro Monzón, Hugo Pérez (80. Alejandro Russo), Darío Siviski, Mauro Airez, Carlos Alfaro, Jorge Comas Cheftrainer: Carlos Pachamé | Argentinien |
| Brasilien                                                                           | 1:0 Geovani Silva (76.) | | Argentinien |
| Brasilien                                                                           | Winck (25.), Geovani Silva (83.) | | Argentinien |
| So., 25. September 1988 um 19:00 Uhr (12:00 Uhr MESZ) in Seoul (Dongdaemun-Stadion) | | |             |
| Zuschauer: 21.800                                                                   | | |             |
| Schiedsrichter: Kurt Röthlisberger ( Schweiz)                                       | | |             |
| Spielbericht                                                                        | | |             |

## Halbfinale

### Sowjetunion – Italien 3:2 n. V. (1:1, 0:0)
| Sowjetunion                                                                           | Sowjetunion | Italien | Italien |
| ------------------------------------------------------------------------------------- | --- | --- | ------- |
| Sowjetunion                                                                           | \| Di., 27. September 1988 um 17:00 Uhr (10:00 Uhr MESZ) in Busan (Busan-Gudeok-Stadion) \| \| Zuschauer: 10.000 \| \| Schiedsrichter: Jamal al-Sharif ( Syrien) \| \| Spielbericht \| | \| Di., 27. September 1988 um 17:00 Uhr (10:00 Uhr MESZ) in Busan (Busan-Gudeok-Stadion) \| \| Zuschauer: 10.000 \| \| Schiedsrichter: Jamal al-Sharif ( Syrien) \| \| Spielbericht \|                                                                                  | Italien |
| Sowjetunion                                                                           | Dmitri Charin – Gela Ketaschwili, Oleksij Tscherednyk (46. Jewgeni Jarowenko), Wiktor Lossew, Sergei Gorlukowitsch, Jewgeni Kusnezow, Igor Dobrowolski, Wladimir Tatartschuk (70. Juri Sawitschew), Oleksij Mychajlytschenko, Arminas Narbekovas, Wolodymyr Ljutyj Cheftrainer: Anatoli Byschowez | Stefano Tacconi – Massimo Brambati, Stefano Carobbi, Ciro Ferrara, Mauro Tassotti, Massimo Crippa, Alberico Evani (70. Stefano Desideri), Giuseppe Iachini, Massimo Mauro, Ruggiero Rizzitelli (88. Andrea Carnevale), Pietro Paolo Virdis Cheftrainer: Francesco Rocca | Italien |
| Sowjetunion                                                                           | 1:1 Dobrowolski (78.) 2:1 Narbekovas (92.) 3:1 Mychajlytschenko (106.) | 0:1 Virdis (50.) 3:2 Carnevale (118.) | Italien |
| Sowjetunion                                                                           | Tscherednyk (35.), Gorlukowitsch (53.), Ketaschwili (85.), Sawitschew (102.) | Iachini (35.), Ferrara (94.), Carnevale (108.) | Italien |
| Sowjetunion                                                                           | Ferrara (96.) | | Italien |
| Di., 27. September 1988 um 17:00 Uhr (10:00 Uhr MESZ) in Busan (Busan-Gudeok-Stadion) | | |         |
| Zuschauer: 10.000                                                                     | | |         |
| Schiedsrichter: Jamal al-Sharif ( Syrien)                                             | | |         |
| Spielbericht                                                                          | | |         |

### Brasilien – BR Deutschland 1:1 n. V. (1:1, 0:0), 3:2 i.E.
| Brasilien                                                                       | Brasilien | BR Deutschland | BR Deutschland |
| ------------------------------------------------------------------------------- | --- | --- | -------------- |
| Brasilien                                                                       | \| Di., 27. September 1988 um 20:00 Uhr (13:00 Uhr MESZ) in Seoul (Olympiastadion) \| \| Zuschauer: 65.000 \| \| Schiedsrichter: Keith Hackett ( Vereinigtes Königreich) \| \| Spielbericht \| | \| Di., 27. September 1988 um 20:00 Uhr (13:00 Uhr MESZ) in Seoul (Olympiastadion) \| \| Zuschauer: 65.000 \| \| Schiedsrichter: Keith Hackett ( Vereinigtes Königreich) \| \| Spielbericht \|                                            | BR Deutschland |
| Brasilien                                                                       | Cláudio Taffarel – Luís Carlos Winck, André Cruz, Aloísio, Jorginho, Andrade, Careca, Ademir (72. Milton), Geovani Silva, Bebeto (62. João Paulo), Romário Cheftrainer: Carlos Alberto Silva   | Uwe Kamps – Holger Fach, Michael Schulz, Wolfgang Funkel, Thomas Hörster, Roland Grahammer, Armin Görtz (96. Gerhard Kleppinger), Jürgen Klinsmann, Wolfram Wuttke, Frank Mill (106. Olaf Janßen), Thomas Häßler Cheftrainer: Hannes Löhr | BR Deutschland |
| Brasilien                                                                       | 1:1 Romário (79.) | 0:1 Fach (50.) | BR Deutschland |
| Brasilien                                                                       | Elfmeterschießen | | BR Deutschland |
| Brasilien                                                                       | 2:1 João Paulo 3:1 Winck 4:2 Romário Kamps hält gegen André Cruz | Taffarel hält gegen Janßen Klinsmann verschießt 3:2 Kleppinger 4:3 Fach Taffarel hält gegen Wuttke | BR Deutschland |
| Brasilien                                                                       | Bebeto (3.), Geovani Silva (43.), Ademir (67.), Aloísio (118.) | Wuttke (75.) | BR Deutschland |
| Di., 27. September 1988 um 20:00 Uhr (13:00 Uhr MESZ) in Seoul (Olympiastadion) | | |                |
| Zuschauer: 65.000                                                               | | |                |
| Schiedsrichter: Keith Hackett ( Vereinigtes Königreich)                         | | |                |
| Spielbericht                                                                    | | |                |

## Spiel um Bronze

### Italien – BR Deutschland 0:3 (0:2)
| Italien                                                                         | Italien | BR Deutschland | BR Deutschland |
| ------------------------------------------------------------------------------- | --- | --- | -------------- |
| Italien                                                                         | \| Fr., 30. September 1988 um 19:00 Uhr (12:00 Uhr MESZ) in Seoul (Olympiastadion) \| \| Zuschauer: 61.000 \| \| Schiedsrichter: Juan Carlos Loustau ( Argentinien) \| \| Spielbericht \|                                                          | \| Fr., 30. September 1988 um 19:00 Uhr (12:00 Uhr MESZ) in Seoul (Olympiastadion) \| \| Zuschauer: 61.000 \| \| Schiedsrichter: Juan Carlos Loustau ( Argentinien) \| \| Spielbericht \|                                                        | BR Deutschland |
| Italien                                                                         | Stefano Tacconi – Luigi De Agostini, Mauro Tassotti, Massimo Brambati, Stefano Carobbi, Angelo Colombo, Massimo Crippa, Roberto Galia, Massimo Mauro, Andrea Carnevale, Pietro Paolo Virdis (58. Ruggiero Rizzitelli) Cheftrainer: Francesco Rocca | Uwe Kamps – Michael Schulz, Wolfgang Funkel, Thomas Hörster, Roland Grahammer, Gerhard Kleppinger, Jürgen Klinsmann, Wolfram Wuttke (61. Christian Schreier), Frank Mill, Thomas Häßler, Ralf Sievers (85. Rudi Bommer) Cheftrainer: Hannes Löhr | BR Deutschland |
| Italien                                                                         | 0:1 Klinsmann (5.) 0:2 Kleppinger (18.) 0:3 Schreier (68.) | | BR Deutschland |
| Italien                                                                         | Galia (60.), Crippa (87.) | Schulz (32.) | BR Deutschland |
| Fr., 30. September 1988 um 19:00 Uhr (12:00 Uhr MESZ) in Seoul (Olympiastadion) | | |                |
| Zuschauer: 61.000                                                               | | |                |
| Schiedsrichter: Juan Carlos Loustau ( Argentinien)                              | | |                |
| Spielbericht                                                                    | | |                |

## Finale

### Sowjetunion – Brasilien 2:1 n.V. (1:1, 0:1)
| Sowjetunion                                                                  | Sowjetunion | Brasilien | Brasilien |
| ---------------------------------------------------------------------------- | --- | --- | --------- |
| Sowjetunion                                                                  | \| Sa., 1. Oktober 1988 um 19:00 Uhr (12:00 Uhr MESZ) in Seoul (Olympiastadion) \| \| Zuschauer: 74.000 \| \| Schiedsrichter: Gérard Biguet ( Frankreich) \| \| Spielbericht \| | \| Sa., 1. Oktober 1988 um 19:00 Uhr (12:00 Uhr MESZ) in Seoul (Olympiastadion) \| \| Zuschauer: 74.000 \| \| Schiedsrichter: Gérard Biguet ( Frankreich) \| \| Spielbericht \|      | Brasilien |
| Sowjetunion                                                                  | Dmitri Charin – Gela Ketaschwili, Jewgeni Jarowenko, Sergei Gorlukowitsch, Wiktor Lossew – Jewgeni Kusnezow, Igor Dobrowolski, Alexei Michailitschenko, Wladimir Tatartschuk – Vladimir Liutyi (115. Igor Skljarow), Arminas Narbekovas (46. Juri Sawitschew) Cheftrainer: Anatoli Byschowez | Cláudio Taffarel – Luís Carlos Winck, André Cruz, Aloísio, Jorginho – Andrade, Milton, Neto (73. Edmar) – Careca, Bebeto (75. João Paulo), Romário Cheftrainer: Carlos Alberto Silva | Brasilien |
| Sowjetunion                                                                  | 1:1 Dobrowolski (60. Foulelfmeter) 2:1 Sawitschew (103.) | 0:1 Romário (29.) | Brasilien |
| Sowjetunion                                                                  | Ketaschwili (42.), Tatartschuk (78.), Gorlukowitsch (91.) | Careca (42.), Winck (72.), Aloísio (115.) | Brasilien |
| Sowjetunion                                                                  | Tatartschuk (110.) | Edmar (112.) | Brasilien |
| Sa., 1. Oktober 1988 um 19:00 Uhr (12:00 Uhr MESZ) in Seoul (Olympiastadion) | | |           |
| Zuschauer: 74.000                                                            | | |           |
| Schiedsrichter: Gérard Biguet ( Frankreich)                                  | | |           |
| Spielbericht                                                                 | | |           |